# Kensett (Arkansas)
Kensett è una città degli Stati Uniti d'America situata nello Stato dell'Arkansas, nella Contea di White.